# Dänischer Fußballpokal 2007/08
Der Dänische Fußballpokal 2007/08 war die 54. Austragung des dänischen Pokalwettbewerbs der Männer. Er wurde vom dänischen Fußballverband ausgetragen. Das Finale fand traditionell am Himmelfahrtstag (1. Mai 2008) im Parken von Kopenhagen statt. Pokalsieger wurde Brøndby IF, der sich im Finale gegen Esbjerg fB durchsetzte.
Das Halbfinale wurde in Hin- und Rückspiel entschieden. In den anderen Runden wurden die Begegnungen in einem Spiel ausgetragen. Bei unentschiedenem Ausgang wurde zur Ermittlung des Siegers eine Verlängerung gespielt. Stand danach kein Sieger fest, folgte ein Elfmeterschießen.

## 1. Runde
Es nahmen 54 Mannschaften der Dänemarkserie, 22 Vereine der 2. Division 2006/07 (ohne Reservemannschaften) sowie 12 Teams auf den Plätzen fünf bis sechzehn der 1. Division 2006/07 teil.
| Datum      |                        | Ergebnis              |                           |
| ---------- | ---------------------- | --------------------- | ------------------------- |
| 06.08.2007 | Struer BK              | 4:1                   | Spjald IF                 |
| 07.08.2007 | BK Fix Brøndshøj       | 1:3                   | Allerød FK                |
| 07.08.2007 | Herlev IF              | 1:0                   | B.93 Kopenhagen           |
| 07.08.2007 | Hjørring AIK Frem      | 1:0                   | Skagen IK                 |
| 08.08.2007 | AB Gladsaxe            | 1:2                   | Hellerup IK               |
| 08.08.2007 | Bjerringbro IF         | 0:8                   | Brabrand IF               |
| 08.08.2007 | Bredstrup-Pjedsted IF  | 5:0                   | Kolt-Hasselager IF        |
| 08.08.2007 | Døllefjelde-Musse IF   | 1:4                   | Holbæk B&I                |
| 08.08.2007 | Egebjerg IF            | 0:1                   | Søhus BK                  |
| 08.08.2007 | FC Fyn                 | 1:0                   | Næsby BK                  |
| 08.08.2007 | FC Roskilde            | 2:0                   | Amager BK 1970            |
| 08.08.2007 | BK Frem Kopenhagen     | 0:0 n. V. (1:4 i. E.) | Ølstykke FC               |
| 08.08.2007 | BK Frem Sakskøbing     | 1:5                   | Næstved BK                |
| 08.08.2007 | FS Midtthy             | 0:6                   | Thisted FC                |
| 08.08.2007 | Funder GF              | 1:3                   | Aarhus Fremad             |
| 08.08.2007 | Gentofte-Vangede IF    | 1:3                   | Brønshøj BK               |
| 08.08.2007 | Herfølge BK            | 3:0                   | Køge BK                   |
| 08.08.2007 | Herstedøster IC        | 2:5                   | Fremad Amager             |
| 08.08.2007 | Ishøj BK               | 0:8                   | Dragør BK                 |
| 08.08.2007 | Kastrup BK             | 2:3                   | Værløse BK                |
| 08.08.2007 | Ledøje-Smørum Fodbold  | 0:1                   | BK Skjold Østerbro        |
| 08.08.2007 | Lindholm IF            | 0:2                   | Jetsmark IF               |
| 08.08.2007 | Marstal/Rise IF        | 3:1                   | Slagelse B&I              |
| 08.08.2007 | Næsbjerg-Rousthøje UI  | 0:4                   | Varde IF                  |
| 08.08.2007 | Odder IGF              | 2:0                   | Viby IF                   |
| 08.08.2007 | Overlund GF            | 0:7                   | Skive IK                  |
| 08.08.2007 | Raklev GI              | 1:0 n. V.             | Maribo BK                 |
| 08.08.2007 | Rosenhøj BK            | 3:5                   | FC Lejre                  |
| 08.08.2007 | Roskilde KFUM          | 0:5                   | Greve IF                  |
| 08.08.2007 | Sanderum BK            | 2:5                   | Svendborg fB              |
| 08.08.2007 | Skjern GF              | 0:3                   | Holstebro BK              |
| 08.08.2007 | IK Skovbakken          | 4:1                   | Grenaa IF                 |
| 08.08.2007 | Sorø IF Freja          | 0:3                   | Lolland-Falster Alliancen |
| 08.08.2007 | Stenløse BK            | 0:3                   | Hvidovre IF               |
| 08.08.2007 | SUB Sønderborg         | 02:12                 | Kolding FC                |
| 08.08.2007 | Tåsinge fB             | 2:0                   | Fjordager IF              |
| 08.08.2007 | Vanløse IF             | 2:1                   | Skovlunde Fodbold         |
| 08.08.2007 | BK Viktoria Kopenhagen | 1:4                   | Glostrup FK               |
| 08.08.2007 | Vojens BK              | 2:5                   | FC Sydvest 05             |
| 08.08.2007 | Værebro BK             | 0:1                   | BK Søllerød-Vedbæk        |
| 08.08.2007 | IK Aalborg Chang       | 0:2                   | FC Hjørring               |
| 08.08.2007 | Aalborg Freja          | 0:3                   | Hobro IK                  |
| 09.08.2007 | AIK Frederiksholm      | 1:3                   | Knudsker/Rønne IK         |
| 09.08.2007 | Humlebæk BK            | 0:4                   | Jægersborg BK             |

## 2. Runde
Teilnehmer waren die 44 Sieger der ersten Runde, 4 Vereine auf den Plätzen eins bis vier der 1. Division 2006/07 sowie 8 Teams auf den Plätzen fünf bis zwölf der Superliga 2006/07.
| Datum      |                       | Ergebnis              |                           |
| ---------- | --------------------- | --------------------- | ------------------------- |
| 28.08.2007 | Bredstrup-Pjedsted IF | 0:6                   | Skive IK                  |
| 28.08.2007 | Holbæk B&I            | 6:2                   | Hellerup IK               |
| 28.08.2007 | Raklev GI             | 0:3                   | BK Skjold Østerbro        |
| 28.08.2007 | Søhus BK              | 1:3                   | FC Hjørring               |
| 29.08.2007 | Allerød FK            | 1:4                   | Brøndby IF                |
| 29.08.2007 | Brabrand IF           | 1:4                   | FC Fredericia             |
| 29.08.2007 | Brønshøj BK           | 2:5 n. V.             | Lolland-Falster Alliancen |
| 29.08.2007 | Dragør BK             | 0:5                   | Næstved BK                |
| 29.08.2007 | FC Lejre              | 1:6                   | FC Nordsjælland           |
| 29.08.2007 | Fremad Amager         | 1:4                   | Herfølge BK               |
| 29.08.2007 | Glostrup FK           | 0:2                   | Lyngby BK                 |
| 29.08.2007 | Greve IF              | 1:0                   | FC Roskilde               |
| 29.08.2007 | Herlev IF             | 0:1                   | Randers FC                |
| 29.08.2007 | Hjørring AIK Frem     | 0:3                   | Kolding FC                |
| 29.08.2007 | Hobro IK              | 3:1                   | Holstebro BK              |
| 29.08.2007 | Jetsmark IF           | 1:1 n. V. (5:4 i. E.) | Viborg FF                 |
| 29.08.2007 | Jægersborg BK         | 0:1                   | Hvidovre IF               |
| 29.08.2007 | Marstal/Rise IF       | 0:2                   | Thisted FC                |
| 29.08.2007 | Odder IGF             | 0:2                   | SønderjyskE Fodbold       |
| 29.08.2007 | Knudsker/Rønne IK     | 2:3                   | Værløse BK                |
| 29.08.2007 | IK Skovbakken         | 2:6                   | Vejle BK                  |
| 29.08.2007 | Struer BK             | 0:5                   | FC Fyn                    |
| 29.08.2007 | FC Sydvest 05         | 00:10                 | AC Horsens                |
| 29.08.2007 | BK Søllerød-Vedbæk    | 2:6                   | Ølstykke FC               |
| 29.08.2007 | Tåsinge fB            | 0:1                   | Aarhus GF                 |
| 29.08.2007 | Vanløse IF            | 0:2                   | Esbjerg fB                |
| 29.08.2007 | Varde IF              | 1:0                   | Aarhus Fremad             |
| 05.09.2007 | Svendborg fB          | 0:2                   | Silkeborg IF              |

## 3. Runde
Teilnehmer: Die 28 Sieger der zweiten Runde und die 4 Vereine auf den Plätzen eins bis vier der Superliga 2006/07.
| Datum      |                    | Ergebnis  |                           |
| ---------- | ------------------ | --------- | ------------------------- |
| 25.09.2007 | Jetsmark IF        | 2:3 n. V. | Skive IK                  |
| 26.09.2007 | BK Skjold Østerbro | 1:4       | Kolding FC                |
| 26.09.2007 | FC Fredericia      | 1:3       | FC Kopenhagen             |
| 26.09.2007 | FC Fyn             | 0:2       | Aalborg BK                |
| 26.09.2007 | FC Hjørring        | 0:3       | FC Midtjylland            |
| 26.09.2007 | Greve IF           | 4:0       | Hobro IK                  |
| 26.09.2007 | Herfølge BK        | 4:2       | Lyngby BK                 |
| 26.09.2007 | Holbæk B&I         | 0:1       | SønderjyskE Fodbold       |
| 26.09.2007 | Næstved BK         | 3:2       | AC Horsens                |
| 26.09.2007 | Silkeborg IF       | 1:2       | Brøndby IF                |
| 26.09.2007 | Thisted FC         | 0:2       | Aarhus GF                 |
| 26.09.2007 | Varde IF           | 7:3       | Lolland-Falster Alliancen |
| 26.09.2007 | Vejle BK           | 2:1       | FC Nordsjælland           |
| 26.09.2007 | Værløse BK         | 1:4       | Esbjerg fB                |
| 26.09.2007 | Ølstykke FC        | 0:2       | Randers FC                |
| 27.09.2007 | Hvidovre IF        | 0:2       | Odense BK                 |

## 4. Runde
Teilnehmer: Die 16 Sieger der dritten Runde.
| Datum      |                     | Ergebnis              |                |
| ---------- | ------------------- | --------------------- | -------------- |
| 31.10.2007 | Aarhus GF           | 0:1                   | FC Midtjylland |
| 31.10.2007 | Greve IF            | 0:2                   | Skive IK       |
| 31.10.2007 | Næstved BK          | 5:2                   | Kolding FC     |
| 31.10.2007 | Odense BK           | 0:1 n. V.             | Brøndby IF     |
| 31.10.2007 | SønderjyskE Fodbold | 0:2 n. V.             | Randers FC     |
| 31.10.2007 | Varde IF            | 0:4                   | FC Kopenhagen  |
| 31.10.2007 | Vejle BK            | 0:0 n. V. (5:4 i. E.) | Aalborg BK     |
| 01.11.2007 | Herfølge BK         | 0:1 n. V.             | Esbjerg fB     |

## Viertelfinale
| Datum      |            | Ergebnis |                |
| ---------- | ---------- | -------- | -------------- |
| 08.11.2007 | Næstved BK | 0:2      | FC Kopenhagen  |
| 09.03.2008 | Skive IK   | 0:4      | Esbjerg fB     |
| 09.03.2008 | Vejle BK   | 1:2      | FC Midtjylland |
| 09.03.2008 | Brøndby IF | 2:1      | Randers FC     |

## Halbfinale
| Datum          |               | Gesamt |                | Hinspiel | Rückspiel |
| -------------- | ------------- | ------ | -------------- | -------- | --------- |
| 09./16.04.2008 | Brøndby IF    | 5:0    | FC Midtjylland | 3:0      | 2:0       |
| 09./16.04.2008 | FC Kopenhagen | 2:4    | Esbjerg fB     | 0:1      | 2:3       |

## Finale
| Paarung        | Brøndby IF – Esbjerg fB |
| Ergebnis       | 3:2 (1:0) |
| Datum          | 1. Mai 2008 |
| Stadion        | Parken, Kopenhagen |
| Zuschauer      | 33.154 |
| Schiedsrichter | Claus Bo Larsen |
| Tore           | 1:0 Samuel Holmén (15.) 1:1 Søren Rieks (62.) 2:1 Max von Schlebrügge (69.) 2:2 Søren Rieks (79.) 3:2 Martin Retov (85.) |
| Brøndby IF     | Stephan Andersen – Anders Randrup, Mark Howard, Max von Schlebrügge, Thomas Rasmussen – Stefán Gíslason, Samuel Holmén, Kasper Lorentzen (73. Tobias Mikkelsen), Martin Retov – Martin Ericsson, Chris Katongo (88. Kim Daugaard). Cheftrainer: Tom Køhlert                 |
| Esbjerg fB     | Lars Winde – Frank Hansen, Kristian Flittie Onstad, Fredrik Björck, Andreas Klarström – Søren Rieks (90. Kevin Conboy), Jesper Jørgensen, Martin Vingaard, Thiago Pinto Borges (46. Niki Zimling) – Jesper Bech, Michaël Murcy (46. Jesper Lange). Cheftrainer: Troels Bech |
| Gelbe Karten   | keine – Søren Rieks, Jesper Lange |